# مرکز تلویزیون (روسیه)
مرکز تلویزیون (روسی: ТВ Центр ; قبلاً به اختصار TVC, TVC یا TVЦ-Mosqua, TVC-Moskva - "TVC Moscow") یک ایستگاه تلویزیونی عمومی روسیه است که پس از کانال یک، راسیا-۱ و ان‌تی‌وی، چهارمین منطقه بزرگ پوشش در روسیه را دارد. این ایستگاه متعلق به مدیریت شهر مسکو است و به برنامه‌نویسی اختصاص دارد که جنبه‌های مختلف زندگی مسکو را برجسته می‌کند. این کانال در سراسر خاک روسیه پخش می‌شود.